# Johann Levit

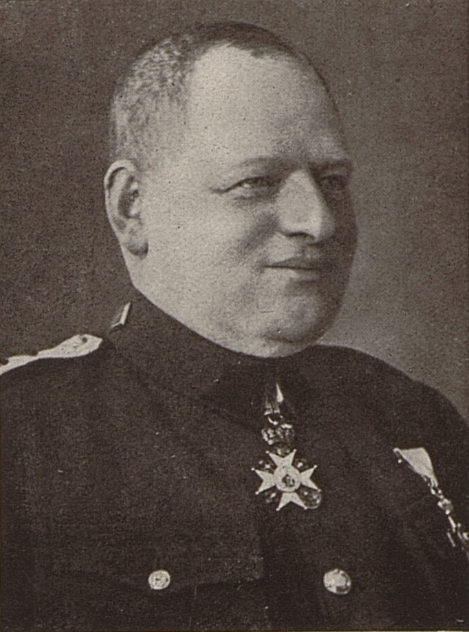
Johan Levit (um 1927)

Johann Levit, auch Jan Levit (geboren am 14. Juni 1884 in Horschitz, Bezirk Jičin; gestorben im Oktober 1944 im KZ Auschwitz) war ein böhmischer Pathologe, Chirurg und Hochschullehrer in Prag, der Opfer des Holocaust wurde.

## Leben
Nach dem Besuch des Gymnasiums studierte er Medizin an der Karl-Ferdinands-Universität in Prag, wo er 1908 zum Dr. med. promoviert wurde. 1912 nahm er am Serbisch-Osmanischen Krieg und 1913 am Serbisch-Bulgarischen Krieg teil. Während des Ersten Weltkrieges war er ab 1914 als Landsturmarzt eingesetzt.
Levit habilitierte sich 1920 für Pathologie und Chirurgie. Nach Kriegsende wirkte er als Primarius beziehungsweise Oberstleutnant des Gesundheitswesens am Prager Heeresspital Karlin. Ab 1928 war er Extraordinarius für Chirurgie an der Karls-Universität und ab Anfang der 1930er Jahre Primarius der chirurgischen Abteilung des Städtischen Krankenhauses in Prag VIII.
Nach der deutschen Besetzung des tschechischen Rumpfstaates im Frühjahr 1939 verlor Levit als durch den NS-Staat verfolgter Jude seine Anstellung als Arzt, sein Hochschulamt und die Möglichkeit als Arzt zu praktizieren. Levit, der unverheiratet war, verbrachte die folgende Zeit allein in seiner Prager Wohnung. Am 20. Juni 1942 wurde er aus Prag in das Ghetto Theresienstadt deportiert, wo er im Garnisonsspital noch Operationen durchführen konnte. Er war im Theresienstadt-Konvolut als „B-Prominenter“ aufgeführt, wurde im Oktober 1944 in das KZ Auschwitz-Birkenau deportiert und dort ermordet.

## Auszeichnungen
- Ritterkreuz des Franz-Joseph-Ordens mit Kriegsdekoration
- Ehrenzeichen des Österreichischen Roten Kreuzes
- Serbisches Rotes Kreuz
- St.-Sava-Orden IV., III. und II. Klasse.